# Vườn quốc gia Wigry
Vườn quốc gia Wigry (tiếng Ba Lan: Wigierski Park Narodowy) là một công viên quốc gia ở Podlaskie Voivodeship ở phía đông bắc Ba Lan. Nó bao gồm một phần của quận hồ Masurian và rừng nguyên sinh Augustów (Puszcza Augustowska). Nó được đặt tên theo hồ Wigry, hồ lớn nhất trong số nhiều hồ của Công viên. Nó cũng được phân loại là một vùng đất ngập nước Ramsar, một trong 13 địa điểm như vậy ở Ba Lan. 

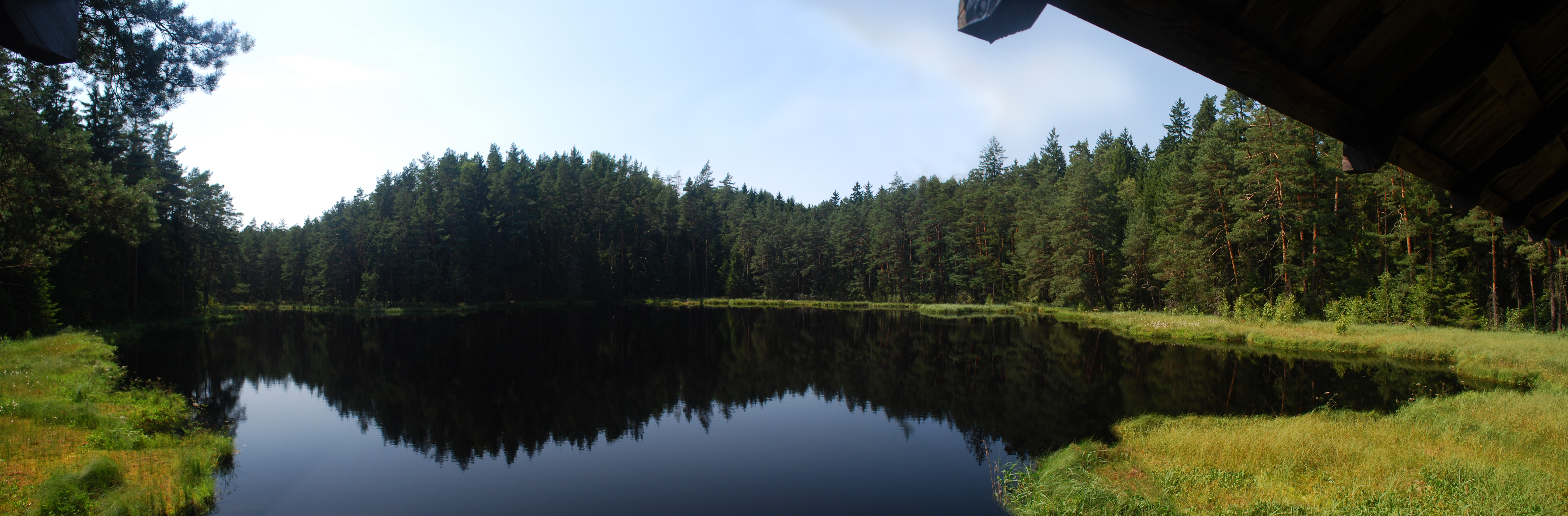
Toàn cảnh công viên

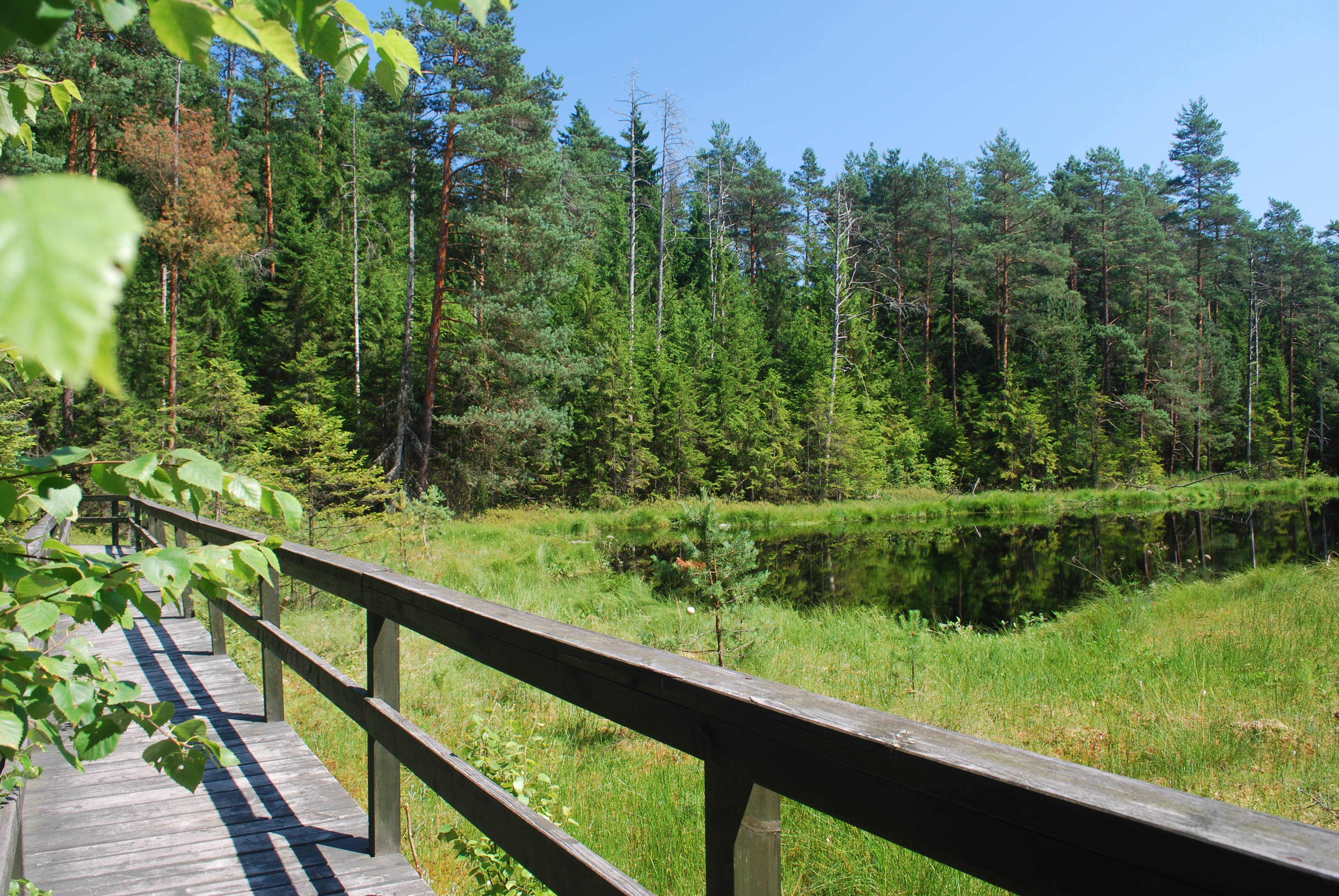
Cầu đi bộ qua đầm lầy

Công viên được thành lập vào ngày 1 tháng 1 năm 1989, trên diện tích 149,56 km. Hiện nay nó lớn hơn một chút, khoảng 150.86 km, trong đó 94,64 km là rừng, 29,08 km là vùng biển và 27,14 km loại đất khác, chủ yếu là nông nghiệp. Khu vực được bảo vệ nghiêm ngặt chiếm 6,23 km, bao gồm 2,83 km rừng. Công viên có trụ sở tại thị trấn Suwałki.
Cảnh quan của Công viên là một phần mở rộng được định hình bởi một dòng sông băng bao phủ khu vực này khoảng 12.000 năm trước. Sông băng, trong khi từ từ rút về phía Bắc, hình thành các thung lũng, nhiều trong số đó chứa đầy nước dưới dạng hồ. Một số hồ nông nhất trong quá trình thời gian trở thành than bùn. Phần phía bắc của công viên là đồi núi, với độ cao đạt tới 180m so với mực nước biển. Mặt khác, phía Nam, bằng phẳng và chủ yếu được bao phủ bởi một khu rừng, là một phần của Puszcza Augustowska rộng lớn hơn.
Công viên nổi tiếng với nhiều hồ nước, có hình dạng, kích thước và độ sâu khác nhau. Tổng cộng, có 42 hồ trong số đó, lớn nhất là Wigry, chiếm diện tích 21,87   km 2 với độ sâu tối đa 73 mét, nằm ở phần trung tâm của Công viên. Sông chính là Czarna Hańcza, bắc qua hồ Wigry. Con sông này là một nơi chèo thuyền kayak được đánh giá cao và phổ biến.

## Động vật hoang dã

### Động vật
Hơn 1.700 loài động vật đã được tìm thấy trong Công viên, bao gồm 46 loài động vật có vú, 202 loài chim, 12 loài lưỡng cư và 5 loài bò sát. Động vật đặc trưng nhất sống trong Công viên là hải ly châu Âu, nhiều hồ và sông. Hiện tại có khoảng 250 con hải ly ở đó. Ngoài ra, đôi khi người ta có thể gặp một con sói. Trong vùng nước của công viên phát triển mạnh 32 loài cá. Đối với một số loài động vật, Vườn quốc gia Wigry là nơi duy nhất để sống. 289 loài được bảo vệ bởi pháp luật và 128 trong số chúng đã được đưa vào Danh sách đỏ các loài có nguy cơ tuyệt chủng ở Ba Lan.

### Thực vật
Điều thú vị là trong Công viên không có một mẫu cây sồi nào. Mặt khác, loại cây chiếm ưu thế là linh sam có mặt trong tất cả các khu rừng. Khu vực của Công viên phần lớn được bao phủ bởi các mỏ than bùn, ở một số nơi có tính chất nguyên sơ.

## Du lịch
Đông Bắc Ba Lan, bao gồm cả chính Công viên, là một khu vực hấp dẫn cho du lịch, đặc biệt là vào mùa hè. Có hơn 190 km đường mòn du lịch trong công viên. Những người câu cá cũng như thuyền buồm tận dụng các hồ lớn nhất bao gồm Wigry, Pierty, Leszczewek và Mulaczysko.
Những nơi thú vị khác bao gồm một tu viện cũ, nơi cư trú của một nghệ sĩ thuộc Bộ Văn hóa.